# L'eleganza del maschio
L'eleganza del maschio è stato un programma televisivo italiano, in onda su Real Time a partire dal 23 maggio  al 13 giugno 2013 per una stagione, con la conduzione di Enzo Miccio. 

## Struttura del programma
In venti minuti il maestro dell'eleganza e dello stile fornisce dei consigli utili relativi a look, dress code e bon ton ad un "maschio", generalmente trasandato o fuori moda, affidatogli da una donna (madre, moglie, sorella o amica) con una precisa "missione". Oltre ad apprendere alcune nozioni sulle varie tipologie di abiti, il "maschio" deve cimentarsi con due differenti prove finalizzate ad un suo miglioramento nei settori in cui è più carente.
Solamente nel finale, dopo esser passato nelle mani di Fedele, il barbiere del club, l'uomo si confronterà con la dama che lo ha "consegnato" a Miccio e mostrerà così di aver finalmente compreso cos'è l'eleganza del maschio.